# アブカム
アブカム(abcam)は、ポリクローナル抗体やモノクローナル抗体を始めとする基礎研究用薬剤の研究開発・製造・販売を行うイギリスのEC業者である。タンパク質研究ツールの生産、販売、販売を行っている。この会社の薬剤はインターネットを通じて世界中に流通していて、例えば2012年度には400種以上の抗体がOEMによりアブカムのラベルの下で販売され、約1億5,700万米ドルの売上と約6,200万米ドルの税引前利益を計上した。売上の17%は自社生産の抗体である。

## 沿革
英語版および公式サイトを基に記載
- 1998年 ジョナサン・ミルナー（英語版）と共同創業者のデイビッド・クリーヴリー（英語版）、トニー・コーザライズ（英語版）によって設立された[2]。当時ミルナーは、ケンブリッジ大学内のコーザライズの研究室で、新たに発見された乳がんタンパク質であるBRCA2の研究を行っているポスドクであったが、この研究は、その用途や制限について正確で最新の情報が掲載されている高品質の抗体試薬を見つけることに問題があったために停滞していた。この出来事が、正確な抗体試薬の提供により自分たちや世界中の研究者を助けるためのオンラインサービスを立ち上げようとする動機となった[3]。
- 2003年 アメリカ合衆国マサチューセッツ州ケンブリッジに初の海外拠点を開設[4]
- 2005年 ロンドン証券取引所のAIM市場に上場。
  - 5月　売上高1210万ポンドを計上
- 2011年
  - 5月　MitoSciencesを買収[5]
    - MitoSciences: 米国オレゴン州ユージーンに本社を置いていたバイオベンチャー企業。免疫測定プラットフォームや高性能モノクローナル抗体を製造・販売していた。ミトコンドリア研究の推進と、がん、神経変性、代謝障害などの重要な研究をサポートする製品の開発を使命として2004年に設立された。

  - 9月12日　Ascent Scientificを買収
    - Ascent Scientific: 英国ブリストルに本社を置く企業。ライフサイエンス研究用にタンパク質の機能を調節する高品質な生化学製品を提供していた。生化学製品の製造をアウトソーシングした後、2017年にブリストルの拠点と製造施設を閉鎖した[6]。
- 2012年
  - 4月19日　Epitomicsの買収を完了
    - Epitomics: カリフォルニア州バーリンゲーム（米国）と杭州（中国）にある非公開のバイオテック企業。バイオメディカル研究や診断アプリケーションのためのウサギモノクローナル抗体の開発、製造、販売に注力していた[7]。
- 2013年 上海に中国事務所を開設、年間収益が初めて1億ポンドを突破(2012/13年度は1億2,220万ポンド)
- 2014年 アラン・ヒルツェルがCEOに就任
- 2015年
  - 1月20日 Firefly BioWorksを18,500,000ポンドで買収[8] [9]
    - Firefly BioWorks: マサチューセッツ州ケンブリッジ（米国）を拠点とする非上場企業。この企業は、マサチューセッツ工科大学のダニエル・プレジボンとパトリック・ドイルが開発した微細加工技術をベースに、バイオマーカー検出のための新しいマルチプレックスアッセイのプラットフォームを開発し、RNAと未精製の生体液からマイクロRNAをマルチプレックスで検出するための最初の製品を発売した[9]。 なお、Fireflyは、2016年にFirePlexにリブランドされた[10]。

  - 11月11日　AxioMxを買収[11]
    - AxioMx: 米国コネチカット州ブランフォードに拠点を置き、「包括的なカスタム組換え抗体創薬・開発サービスのプラットフォームを提供」していた[12]。
- 2017年 年間収益が初めて2億ポンドを突破（2016/17年度は2億1710万ポンド)
- 2018年 エフ・ホフマン・ラ・ロシュとの間で、Spring Bioscienceの750以上の製品ポートフォリオをカバーする契約を締結
- 2019年
  - 1月 Calico Biolabsを買収
- 2020年
  - 1月6日　InnovaとTGR Biosciencesを含むExpedeonのプロテオミクス・免疫学事業の買収に成功[13][14]。

## 製品
1998年の創業以来、抗体のみの取り扱いから多角化を進めてきた。抗体関連製品としては、イムノアッセイ（SimpleStep ELISAキットなど）、ペプチド、タンパク質、タンパク質検出製品（免疫組織化学（IHC）染色キットなど）を提供している。また、生化学、細胞解析、エピジェネティクスキット（例：FirePlex Multiplex miRNAキット）などの非抗体関連製品も取り扱っている。